# Bert Glennon
Bert Glennon (Anaconda, 19 novembre 1893 – Sherman Oaks, 29 giugno 1967) è stato un direttore della fotografia statunitense candidato per tre volte all'Oscar: per La più grande avventura, Ombre rosse e Bombardieri in picchiata.
Lavorò con alcuni dei più grandi nomi tra i registi di Hollywood, come Cecil B. DeMille, John Ford, Josef von Sternberg, Ernst Lubitsch, Delmer Daves.

## Biografia

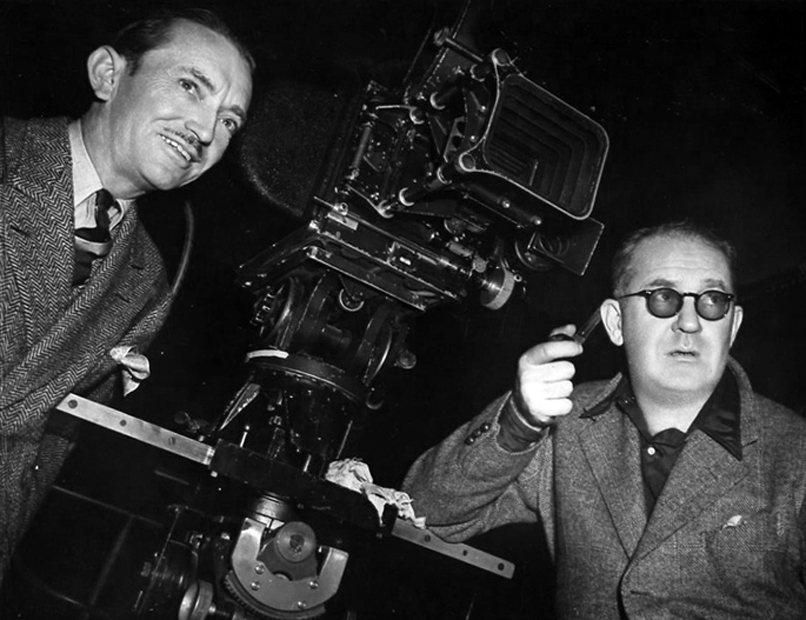
Bert Glennon (a sinistra) con John Ford sul set del film Ombre rosse (1939)

Robert Lawrence Glennon nasce nel Montana e frequenta la Stanford University, nel 1912 comincia a lavorare come assistente di camera e nel 1916 dopo la laurea entra nel cinema come fotografo. Lavora a diversi corto e medio metraggi dalla fine degli anni dieci fin quasi all'avvento del sonoro guadagnandosi la fama di professionista serio e preciso. Tra la fine degli anni venti e l'inizio del decennio successivo si ritaglia una breve parentesi registica, ma i deludenti risultati lo convincono a tornare alla sua professione originaria. Fra i suoi titoli più famosi si ricordano: Gabriel Over the White House di Gregory La Cava, L'imperatrice Caterina di Josef Von Sternberg, Ombre rosse di John Ford, Bombardieri in picchiata di Michael Curtiz per il quale fu candidato all'Oscar nel 1941 e La maschera di cera di André De Toth. 
Conclude la carriera in televisione per cui inizia a lavorare negli anni cinquanta. I suoi ultimi lavori risalgono al 1963, quando firma alcune serie western e gli episodi di Indirizzo permanente, una serie tv tra le più popolari dei primi anni sessanta. 

### Vita privata
Il figlio James (1942-2006), nato dal matrimonio con Mary Coleman, seguì le sue orme, diventando pure lui direttore della fotografia: La figlia di James, sua nipote Meghan, ha lavorato come attrice.
Bert Glennon morì il 29 giugno 1967 a causa di un attacco cardiaco.

## Filmografia

### Direttore della fotografia

#### Anni dieci
- Ramona, regia di Donald Crisp (1916)
- The Eyes of the World, regia di Donald Crisp (1917)
- Il brillante dei Bryce (Lightning Bryce), regia di Paul Hurst (1919)

#### 1920
- Zampe di gallina (The Kentucky Colonel), regia di William A. Seiter (1920)
- The Society Bug, regia di Ward Hayes (1920)

#### 1921
- The Torrent, regia di Stuart Paton (1921)
- The Dangerous Moment, regia di Marcel De Sano (1921)
- Cheated Love, regia di King Baggot (1921)
- The Kiss, regia di Jack Conway (1921)
- Moonlight Follies, regia di King Baggot (1921)
- Nobody's Fool, regia di King Baggot (1921)
- A Daughter of the Law

#### 1922
- Il mozzo dell'Albatros (Moran of the Lady Letty), regia di George Melford (1922)
- La donna che vinse il destino (The Woman Who Walked Alone), regia di George Melford (1922)
- Sabbie ardenti (Burning Sands), regia di George Melford (1922)
- Ebb Tide, regia di George Melford (1922)

#### 1923
- Java Head, regia di George Melford (1923)
- You Can't Fool Your Wife, regia di George Melford (1923)
- I dieci comandamenti (The Ten Commandments), regia di Cecil B. DeMille (1923)

#### 1924
- Il trionfo (Triumph), regia di Cecil B. DeMille (1924)
- Changing Husbands, regia di Paul Iribe e Frank Urson (1924)
- Open All Night, regia di Paul Bern  (1924)
- Worldly Goods, regia di Paul Bern (1924)

#### 1925
- Tomorrow's Love, regia di Paul Bern (1925)
- Are Parents People?, regia di Malcolm St. Clair (1925)
- Grounds for Divorce, regia di Paul Bern (1925)
- Cavalli indomiti (Wild Horse Mesa), regia di George B. Seitz (1925)
- Desiderio d'amore (Flower of Night), regia di Paul Bern (1925)
- Donna di mondo (A Woman of the World), regia di Malcolm St. Clair (1925)

#### 1926
- The Crown of Lies, regia di Dimitri Buchowetski (1926)
- Lei e l'altra (Good and Naughty), regia di Malcolm St. Clair (1926)

#### 1927
- L'ultimo addio (Hotel Imperial), regia di Mauritz Stiller (1927)
- Barbed Wire, regia di Rowland V. Lee (1927)
- Le notti di Chicago (Underworld), regia di Josef von Sternberg (1927)
- We're All Gamblers, regia di James Cruze (1927)
- The Woman on Trial, regia di Mauritz Stiller (1927)
- The City Gone Wild, regia di James Cruze (1927)

#### 1928
- Crepuscolo di gloria (The Last Command), regia di Josef von Sternberg (1928)
- La via del male (Street of Sin), regia di Ludwig Berger, Lothar Mendes, Mauritz Stiller e Josef von Sternberg (1928)
- Lo zar folle (The Patriot), regia di Ernst Lubitsch  (1928)

#### 1932
- Venere bionda (Blonde Venus), regia di Josef von Sternberg (1932)
- La verità seminuda (The Half Naked Truth), regia di Gregory La Cava (1932)

#### 1933
- Thru Thin and Thicket, or Who's Zoo in Africa, regia di Mark Sandrich (1933)
- Art in the Raw, regia di Harry Sweet (1933)
- La falena d'argento (Christopher Strong), regia di Dorothy Arzner (1933)
- Gabriel Over the White House, regia di Gregory La Cava (1933)
- La crociera delle ragazze (Melody Cruise), regia di Mark Sandrich (1933)
- La gloria del mattino (Morning Glory), regia di Lowell Sherman (1933)
- Alice nel Paese delle Meraviglie (Alice in Wonderland), regia di Norman Z. McLeod (1933)

#### 1934
- L'imperatrice Caterina (The Scarlet Empress), regia di Josef von Sternberg (1934)
- Grand Canary, regia di Irving Cummings (1934)
- Porte chiuse (She Was a Lady), regia di Hamilton MacFadden (1934)
- Hell in the Heavens, regia di John G. Blystone (1934)

#### 1935
- The Lottery Lover, regia di Wilhelm Thiele (1935)
- Ginger, regia di Lewis Seiler (1935)
- Thunder in the Night, regia di George Archainbaud (1935)
- Bad Boy, regia di John G. Blystone (1935)
- Sterminateli senza pietà (Show Them No Mercy!), regia di George Marshall (1935)

#### 1936
- Il prigioniero dell'isola degli squali (The Prisoner of Shark Island), regia di John Ford (1936)
- Half Angel, regia di Sidney Lanfield (1936)
- Little Miss Nobody, regia di John G. Blystone (1936)
- La reginetta dei monelli (Dimples), regia di William A. Seiter (1936)
- Can This Be Dixie?, regia di George Marshall (1936)
- I Lloyds di Londra (Lloyds of London), regia di Henry King (1936)

#### 1937
- Il prigioniero di Zenda (The Prisoner of Zenda), regia di John Cromwell (1937)
- Uragano (The Hurricane), regia di John Ford e Stuart Heisler (1937)

#### 1938
- Noi e... la gonna (Swiss Miss), regia di John G. Blystone, Hal Roach (1938)
- Il vascello maledetto (Kidnapped), regia di Alfred L. Werker e Otto Preminger (1938)
- 4 in paradiso (The Young in Heart), regia di Richard Wallace (1938)

#### 1939
- Ombre rosse (Stagecoach), regia di John Ford (1939)
- Alba di gloria (Young Mr. Lincoln), regia di John Ford (1939)
- La grande pioggia (The Rains Came), regia di Clarence Brown (1939)
- La più grande avventura (Drums Along the Mohawk), regia di John Ford (1939)
- Il canto del fiume (Swanee River), regia di Sidney Lanfield (1939)

#### 1940
- La nostra città (Our Town), regia di Sam Wood (1940)
- Quelli della Virginia (The Howards of Virginia), regia di Frank Lloyd (1940)

#### 1941
- The Reluctant Dragon, regia di Alfred L. Werker, Hamilton Luske, Jack Cutting, Ub Iwerks, Jack Kinney (1941)
- Virginia, regia di Edward H. Griffith (1941)
- Una notte a Lisbona (One Night in Lisbon), regia di Edward H. Griffith (1941)
- Bombardieri in picchiata (Dive Bomber), regia di Michael Curtiz (1941)
- The Tanks Are Coming, regia di B. Reeves Eason (1941)
- La storia del generale Custer (They Died with Their Boots On) (1941)

#### 1942
- Juke Girl, regia di Curtis Bernhardt (1942)
- L'avventura impossibile (Desperate Journey), regia di Raoul Walsh (1942)
- Vaudeville Days, regia di LeRoy Prinz (1942)

#### 1943
- Ozzie Nelson and His Orchestra, regia di Jean Negulesco (1943)
- Mission to Moscow, regia di Michael Curtiz (1943)
- This Is the Army, regia di Michael Curtiz (1943)
- Destinazione Tokyo (Destination Tokyo), regia di Delmer Daves (1943)
- Il canto del deserto (The Desert Song), regia di Robert Florey (1943)

#### 1944
- The Very Thought of You, regia di Delmer Daves (1944)
- Ho baciato una stella (Hollywood Canteen), regia di Delmer Daves (1944)

#### 1945
- Duello a S. Antonio (San Antonio), regia di David Butler e, non accreditati, Robert Florey e Raoul Walsh (1945)

#### 1946
- Jan Savitt and His Band, regia di Jack Scholl (1946)
- ...e un'altra notte ancora (One More Tomorrow), regia di Peter Godfrey (1946)
- Notte e dì (Night and Day), regia di Michael Curtiz (1946)
- Shadow of a Woman, regia di Joseph Santley (1946)

#### 1947
- Femmina (Mr. District Attorney), regia di Robert B. Sinclair (1947)
- La casa rossa (The Red House), regia di Delmer Daves (1937)
- Idem, regia di Alfred E. Green (1947)

#### 1948
- Il dominatore di Wall Street (Ruthless), regia di Edgar G. Ulmer (1948)

#### 1949
- Luce rossa (Red Light), regia di Roy Del Ruth (1949)

#### 1950
- La carovana dei mormoni (Wagon Master), regia di John Ford (1950)
- Rio Bravo (Rio Grande), regia di John Ford (1950)

#### 1951
- Lo squalo tonante (Operation Pacific), regia di George Waggner (1951)
- I pirati di Barracuda (The Sea Hornet), regia di Joseph Kane (1951)

#### 1952
- Il tesoro dei Sequoia (The Big Trees), regia di Felix E. Feist (1952)
- About Face, regia di Roy Del Ruth (1952)

#### 1953
- La meticcia di Sacramento (The Man Behind the Gun), regia di Felix E. Feist (1953)
- La maschera di cera (House of Wax), regia di André De Toth (1953)
- Notturno selvaggio (The Moonlighter), regia di Roy Rowland (1953)
- La città spenta (Crime Wave), regia di André De Toth (1953)
- Per la vecchia bandiera (Thunder Over the Plains), regia di André De Toth (1953)

#### 1954
- L'assedio di fuoco (Riding Shotgun), regia di André De Toth (1954)
- Il mostro delle nebbie (The Mad Magician), regia di John Brahm (1954)

- Davy Crockett e i pirati del fiume (Davy Crockett and the River Pirates), regia di Norman Foster (1956)

- I dannati e gli eroi (Sergeant Rutledge), regia di John Ford (1960)

- Laddy alla riscossa (Lad: A Dog), regia di Aram Avakian, Leslie H. Martinson (1962)

- Il codice della pistola (The Man from Galveston), regia di William Conrad (1963)

### Regista
- The Perfect Crime (1928)
- Gang War (1928)
- The Air Legion (1929)
- Syncopation (1929)
- Joy Ride (1929)
- Girl of the Port (1930)
- Around the Corner (1930)
- L'isola del paradiso (Paradise Island) (1930)
- In Line of Duty (1931)
- Heaven on Earth, co-regia di Russell Mack (1931)
- I violenti del Nevada  (South of Santa Fe) (1932)